# Isòtops de l'erbi
L'erbi (Er) natural es compon de sis isòtops estables, el 162Er, el 164Er, el 166Er, el 167Er, el 168Er, i el Er-170170 sent el més abundant el 166Er amb una abundància natural delk 33,05%. S'han caracteritzat 29 radioisòtops, els més estables dels quals són el 169Er amb un període de semidesintegració de 9,4 dies, el 172Er amb un període de semidesintegració de 49,3 hores, el 160Er amb un període de semidesintegració de 28,58 hores, el 165Er amb un període de semidesintegració de 10,36 hores i el 171Er amb un període de semidesintegració de 7,516 hores. La resta d'isòtops radioactius tenen uns períodes de semidesintegració menors de 3,5 hores, i la majoria menors a 4 minuts. Aquest element té 13 isòmers nuclears, sent el més estable el 167mEr amb un període de semidesintegració de 2,269 segons.
Els isòtops d'erbi varien en massa atòmica[ de 142,9663 del 143Er als 176,9541 del 177Er. El mode de desintegració primari abans de l'isòtop estable més abundant és la captura electrònica, i després l'emissió beta. El producte de desintegració primari abans del 166Er són isòtops de l'element 67 holmi i després de l'element 69 tuli.

Massa atòmica estàndard: 167.259(3) u

## Taula
| Símbol del núclid | Z(p)                | N(n)                | massa isotòpica(u)  | període de semidesintegració | Espín nuclear    | composició isotòpics representativa (fracció molar) | rang de variació natural (fracció molar) |
| Símbol del núclid | energia d'excitació | energia d'excitació | energia d'excitació | període de semidesintegració | Espín nuclear    | composició isotòpics representativa (fracció molar) | rang de variació natural (fracció molar) |
| ----------------- | ------------------- | ------------------- | ------------------- | ---------------------------- | ---------------- | --------------------------------------------------- | ---------------------------------------- |
| 143Er             | 68                  | 75                  | 142.96634(64)#      | 200# ms                      | 9/2-#            |                                                     |                                          |
| 144Er             | 68                  | 76                  | 143.96038(43)#      | 400# ms [>200 ns]            | 0+               |                                                     |                                          |
| 145Er             | 68                  | 77                  | 144.95739(43)#      | 900(300) ms                  | 1/2+#            |                                                     |                                          |
| 146Er             | 68                  | 78                  | 145.95200(32)#      | 1.7(6) s                     | 0+               |                                                     |                                          |
| 147Er             | 68                  | 79                  | 146.94949(32)#      | ~2.5 s                       | (1/2+)           |                                                     |                                          |
| 147mEr            | 100(50)# keV        | 100(50)# keV        | 100(50)# keV        | 2.5(2) s                     | (11/2-)          |                                                     |                                          |
| 148Er             | 68                  | 80                  | 147.94455(21)#      | 4.6(2) s                     | 0+               |                                                     |                                          |
| 149Er             | 68                  | 81                  | 148.94231(3)        | 4(2) s                       | (1/2+)           |                                                     |                                          |
| 149m1Er           | 741.8(2) keV        | 741.8(2) keV        | 741.8(2) keV        | 8.9(2) s                     | (11/2-)          |                                                     |                                          |
| 149m2Er           | 2611.1(3) keV       | 2611.1(3) keV       | 2611.1(3) keV       | 0.61(8) µs                   | (19/2+)          |                                                     |                                          |
| 149m3Er           | 3242.7+X keV        | 3242.7+X keV        | 3242.7+X keV        | 4.8(1) µs                    | (27/2-)          |                                                     |                                          |
| 150Er             | 68                  | 82                  | 149.937914(18)      | 18.5(7) s                    | 0+               |                                                     |                                          |
| 151Er             | 68                  | 83                  | 150.937449(18)      | 23.5(13) s                   | (7/2-)           |                                                     |                                          |
| 151m1Er           | 2585.5(6) keV       | 2585.5(6) keV       | 2585.5(6) keV       | 580(20) ms                   | (27/2-)          |                                                     |                                          |
| 151m2Er           | 10286+X keV         | 10286+X keV         | 10286+X keV         | 0.42(5) µs                   | (67/2,69/2,71/2) |                                                     |                                          |
| 152Er             | 68                  | 84                  | 151.935050(11)      | 10.3(1) s                    | 0+               |                                                     |                                          |
| 153Er             | 68                  | 85                  | 152.935063(9)       | 37.1(2) s                    | 7/2(-)           |                                                     |                                          |
| 154Er             | 68                  | 86                  | 153.932783(6)       | 3.73(9) min                  | 0+               |                                                     |                                          |
| 155Er             | 68                  | 87                  | 154.933209(7)       | 5.3(3) min                   | 7/2-             |                                                     |                                          |
| 156Er             | 68                  | 88                  | 155.931065(26)      | 19.5(10) min                 | 0+               |                                                     |                                          |
| 157Er             | 68                  | 89                  | 156.93192(3)        | 18.65(10) min                | 3/2-             |                                                     |                                          |
| 157mEr            | 155.4(3) keV        | 155.4(3) keV        | 155.4(3) keV        | 76(6) ms                     | (9/2+)           |                                                     |                                          |
| 158Er             | 68                  | 90                  | 157.929893(27)      | 2.29(6) h                    | 0+               |                                                     |                                          |
| 159Er             | 68                  | 91                  | 158.930684(5)       | 36(1) min                    | 3/2-             |                                                     |                                          |
| 159m1Er           | 182.602(24) keV     | 182.602(24) keV     | 182.602(24) keV     | 337(14) ns                   | 9/2+             |                                                     |                                          |
| 159m2Er           | 429.05(3) keV       | 429.05(3) keV       | 429.05(3) keV       | 590(60) ns                   | 11/2-            |                                                     |                                          |
| 160Er             | 68                  | 92                  | 159.929083(26)      | 28.58(9) h                   | 0+               |                                                     |                                          |
| 161Er             | 68                  | 93                  | 160.929995(10)      | 3.21(3) h                    | 3/2-             |                                                     |                                          |
| 161mEr            | 396.44(4) keV       | 396.44(4) keV       | 396.44(4) keV       | 7.5(7) µs                    | 11/2-            |                                                     |                                          |
| 162Er             | 68                  | 94                  | 161.928778(4)       | ESTABLE [>140E+12 a]         | 0+               | 0.00139(5)                                          |                                          |
| 163Er             | 68                  | 95                  | 162.930033(6)       | 75.0(4) min                  | 5/2-             |                                                     |                                          |
| 163mEr            | 445.5(6) keV        | 445.5(6) keV        | 445.5(6) keV        | 580(100) ns                  | (11/2-)          |                                                     |                                          |
| 164Er             | 68                  | 96                  | 163.929200(3)       | ESTABLE                      | 0+               | 0.01601(3)                                          |                                          |
| 165Er             | 68                  | 97                  | 164.930726(3)       | 10.36(4) h                   | 5/2-             |                                                     |                                          |
| 166Er             | 68                  | 98                  | 165.9302931(27)     | ESTABLE                      | 0+               | 0.33503(36)                                         |                                          |
| 167Er             | 68                  | 99                  | 166.9320482(27)     | ESTABLE                      | 7/2+             | 0.22869(9)                                          |                                          |
| 167mEr            | 207.801(5) keV      | 207.801(5) keV      | 207.801(5) keV      | 2.269(6) s                   | 1/2-             |                                                     |                                          |
| 168Er             | 68                  | 100                 | 167.9323702(27)     | ESTABLE                      | 0+               | 0.26978(18)                                         |                                          |
| 169Er             | 68                  | 101                 | 168.9345904(27)     | 9.392(18) d                  | 1/2-             |                                                     |                                          |
| 170Er             | 68                  | 102                 | 169.9354643(30)     | ESTABLE [>320E+15 a]         | 0+               | 0.14910(36)                                         |                                          |
| 171Er             | 68                  | 103                 | 170.9380298(30)     | 7.516(2) h                   | 5/2-             |                                                     |                                          |
| 171mEr            | 198.6(1) keV        | 198.6(1) keV        | 198.6(1) keV        | 210(10) ns                   | 1/2-             |                                                     |                                          |
| 172Er             | 68                  | 104                 | 171.939356(5)       | 49.3(3) h                    | 0+               |                                                     |                                          |
| 173Er             | 68                  | 105                 | 172.94240(21)#      | 1.434(17) min                | (7/2-)           |                                                     |                                          |
| 174Er             | 68                  | 106                 | 173.94423(32)#      | 3.2(2) min                   | 0+               |                                                     |                                          |
| 175Er             | 68                  | 107                 | 174.94777(43)#      | 1.2(3) min                   | (9/2+)           |                                                     |                                          |
| 176Er             | 68                  | 108                 | 175.95008(43)#      | 20# s                        | 0+               |                                                     |                                          |
| 177Er             | 68                  | 109                 | 176.95405(54)#      | 3# s                         | 1/2-#            |                                                     |                                          |